# تشارلي ميلر (عالم حاسوب)
تشارلي ميلر (بالإنجليزية: Charlie Miller)‏ هو عالم حاسوب أمريكي، ولد في 9 يوليو 1971.